# De fem
De fem eller nyryska skolan (ryska : Могучая кучка Mogutjaja kutjka, ordagrann översättning: "Den mäktiga lilla gruppen") var en grupp klassiska kompositörer i ledning av Milij Balakirev med ett mål att skapa klassisk musik i rysk anda. Utöver Balakirev var medlemmarna i gruppen César Cui, Aleksandr Borodin, Modest Musorgskij och Nikolaj Rimskij-Korsakov.
Gruppen var verksam från början av 1860-talet i Sankt Petersburg och musiken hade nationalistisk och romantisk prägel. Tidigare hade Michail Glinka skapat orkester- och operaverk i rysk prägel, men nyryska skolan var den första som fullt ut eftersträvade denna stil. Den influerade senare många stora ryska kompositörer, som Sergej Prokofjev, Igor Stravinskij och Dmitrij Sjostakovitj.

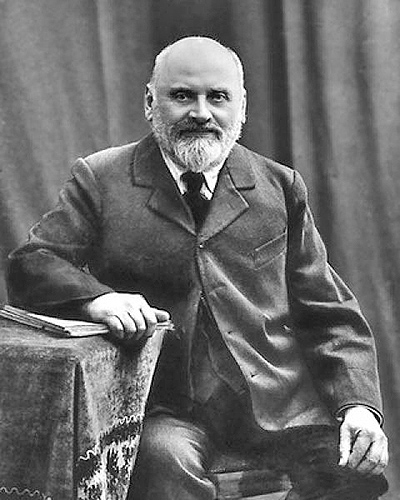
Milij Balakirev
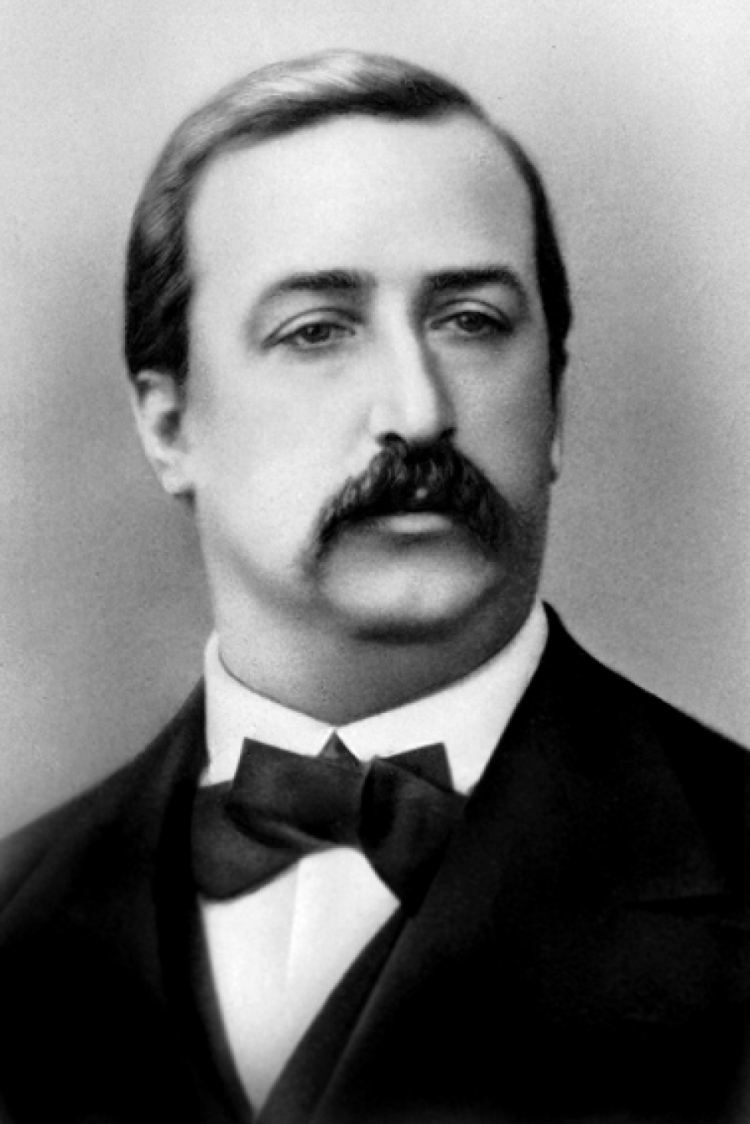
Aleksandr Borodin
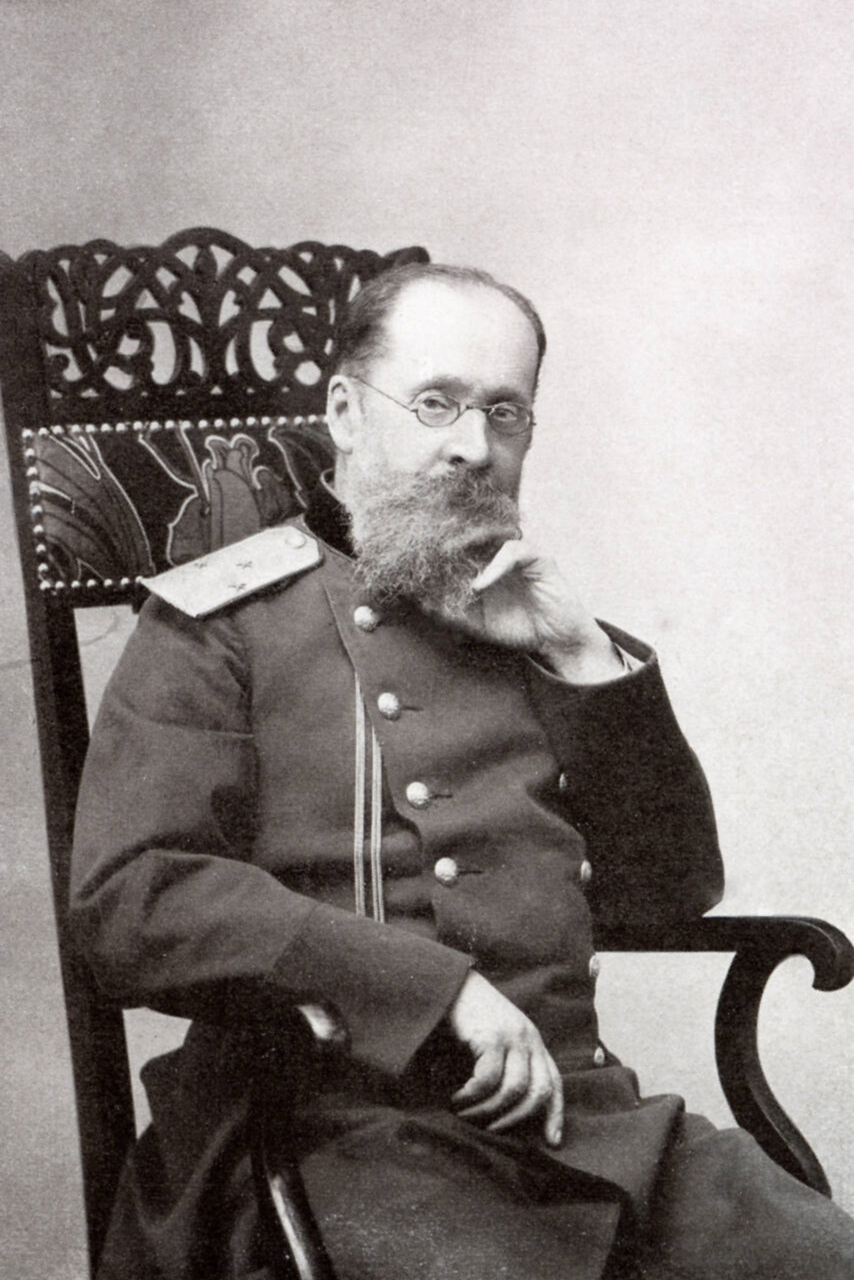
César Cui
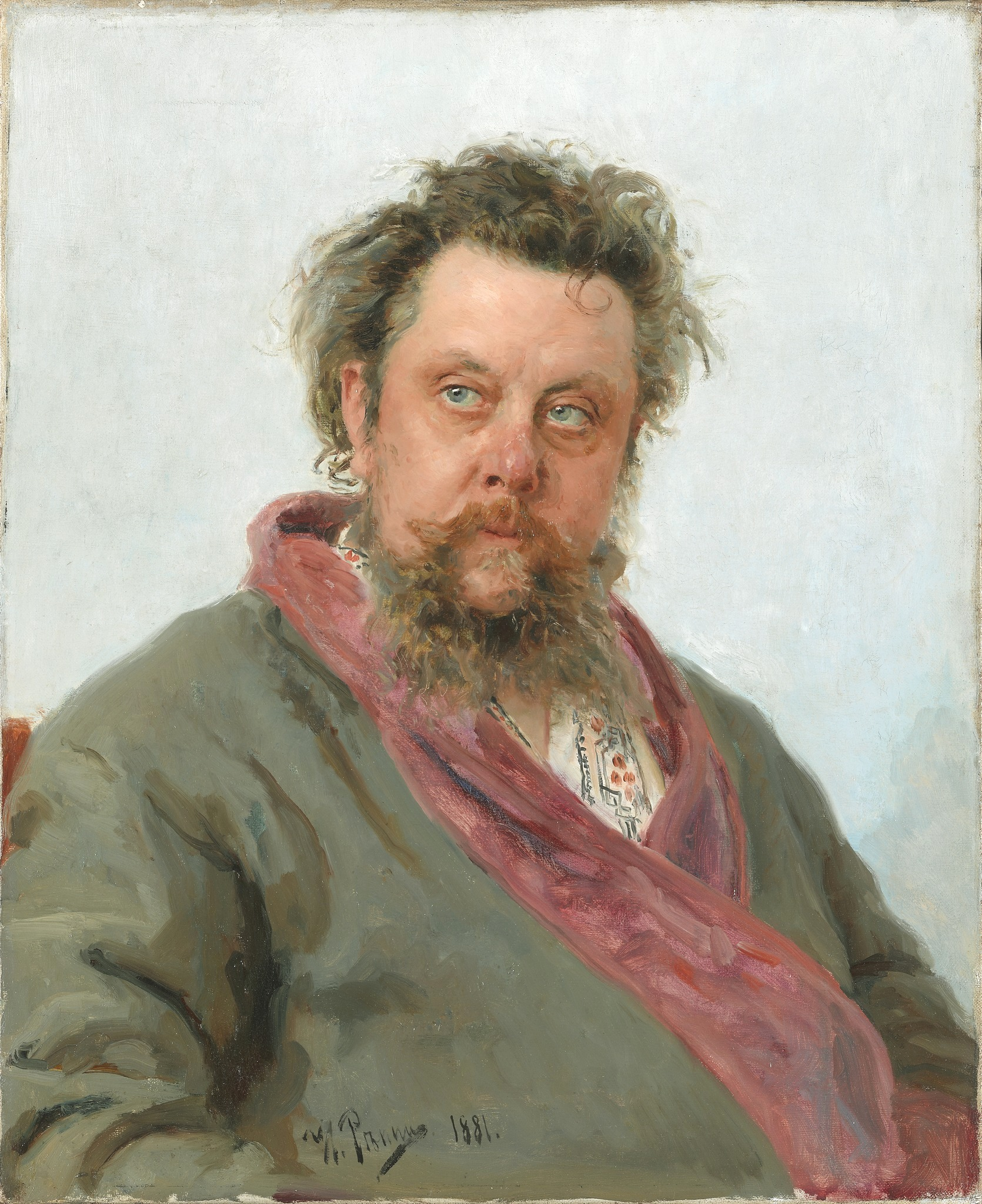
Modest Musorgskij
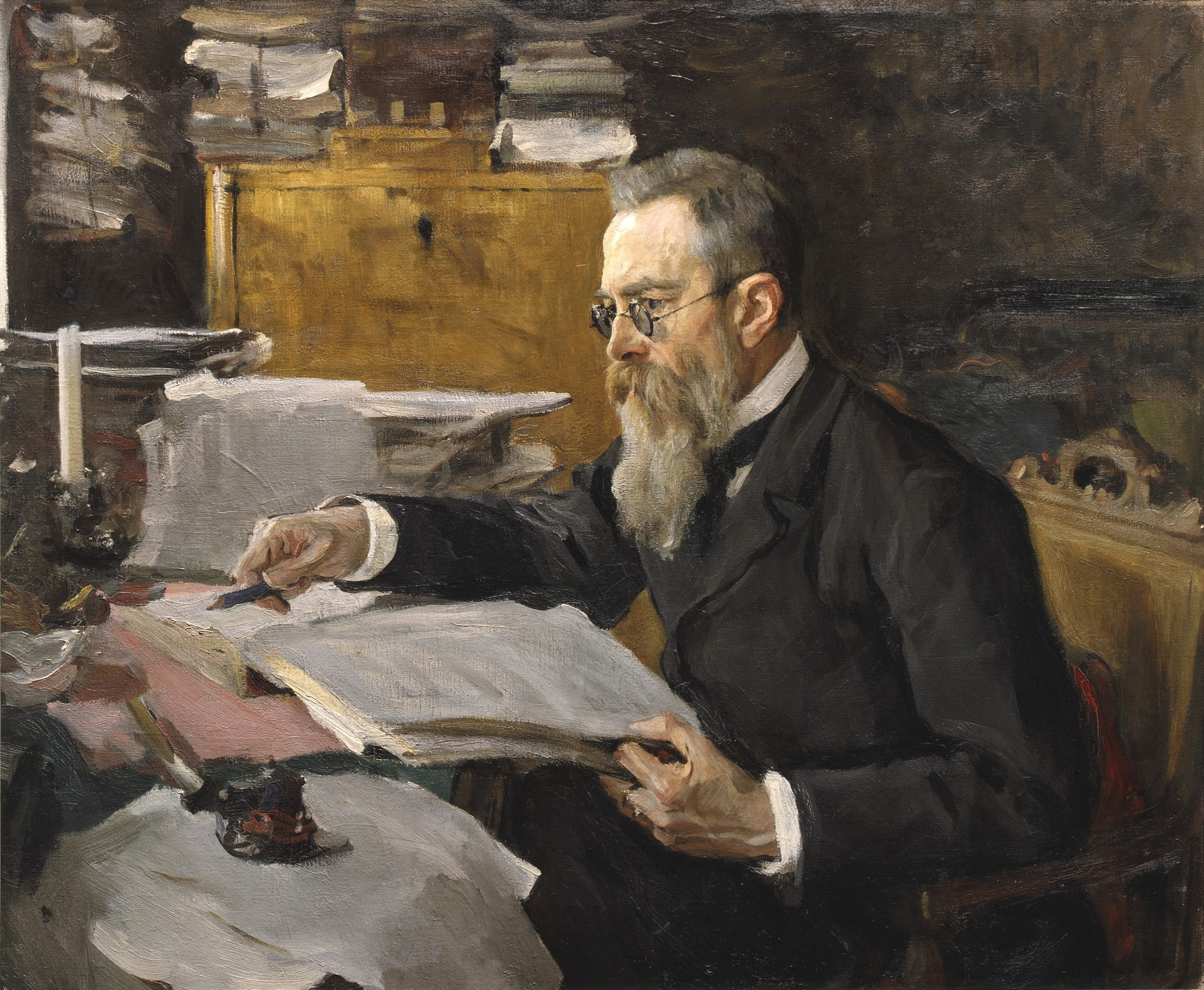
Nikolaj Rimskij-Korsakov